# Dionisio Guardiola
Dionisio Guardiola Porras (Jumilla, 1849-Albacete, 1913) fue un abogado y político español.

## Biografía

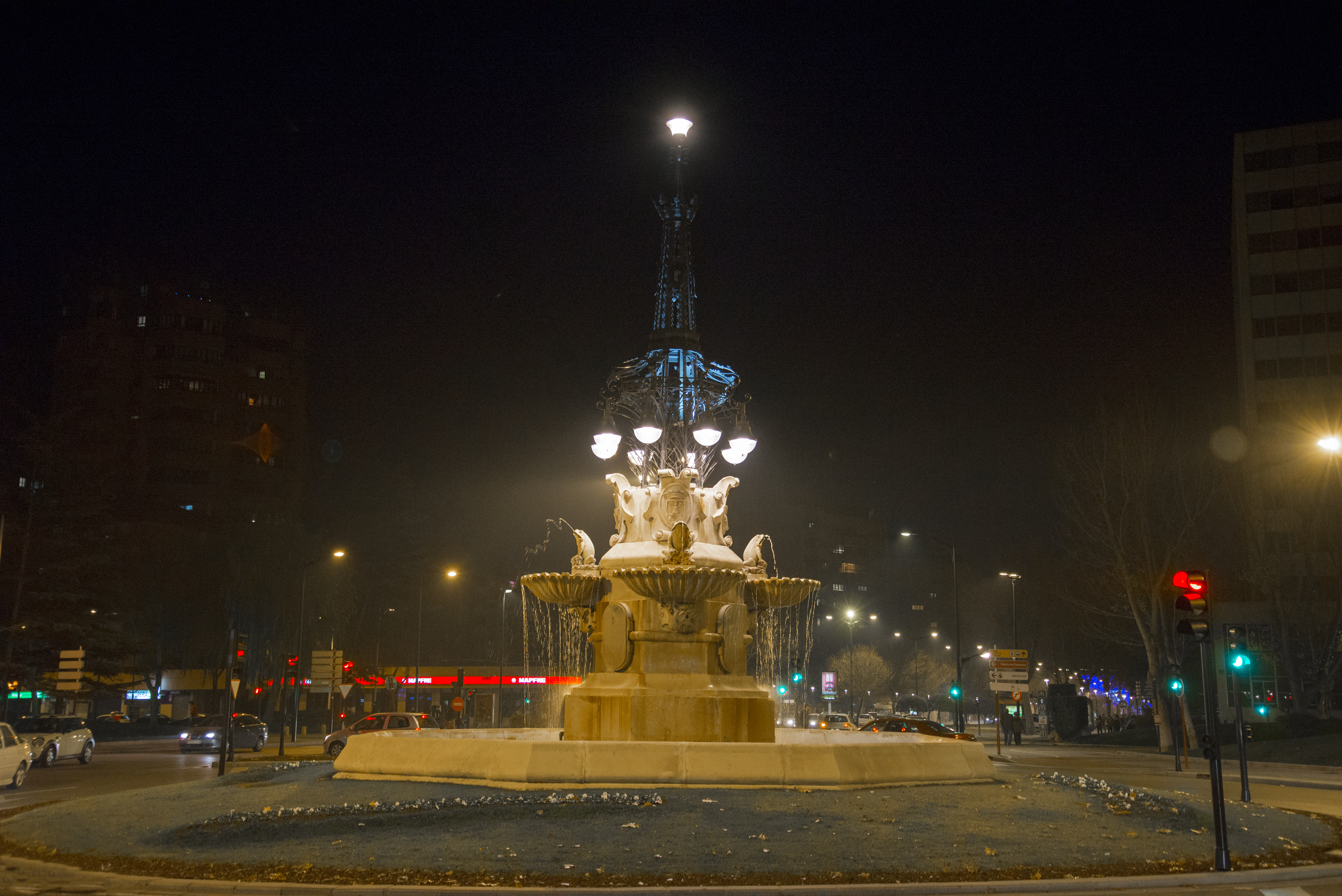
La monumental fuente de las Ranas de Albacete fue construida en su honor.

Nació en Jumilla (Murcia) en 1849. Estudió Derecho y se afilió al Partido Republicano,[cita requerida] siendo jefe del partido en Albacete. Fue diputado provincial entre 1882 y 1884. Formó parte del Colegio de Abogados de Albacete desde 1871 y se convirtió en decano de la institución entre 1894 y 1898.
Fue vicepresidente de la Sociedad de Aguas Potables de Albacete desde 1904 hasta 1913. En su memoria fue construida la emblemática fuente de las Ranas de la capital albaceteña como homenaje a su importante contribución en la construcción del sistema de abastecimiento de agua de la ciudad. También fue consejero del Banco de España y presidente del Casino Primitivo de Albacete.  Falleció en 1913 en Albacete.